# دليل ميشلان
يعد دليل ميشلان اليوم أحد أوسع الأدلة السياحية انتشاراً، كما باتت نجومه التقديرية مصدر تباهٍ بين الطهاة الحاصلين عليها. وكان الإيمان المبكر بمستقبل السيارات قاد الأخوين إدوارد وأندريه ميشلان لإطلاقه عام 1900، ليقدما من خلاله معلومات تعين السائقين على التنقل ومواجهة أعطال المركبات، أما اليوم فيغطي «دليل ميشلان» معلومات واسعة حول المواقع السياحية والطرق والفنادق والمطاعم حول العالم.

## البداية والتسليع
كان أحد أهداف الأخوين من «دليل ميشلان» تعزيز مبيعات عجلات ميشلان التي أطلقاها من خلال مصنعهما عام 1889 في مدينة كليرمون فيران بفرنسا.
ومنذ أول إصدار منه، في أغسطس عام 1900، وزّع دليل ميشلان مجاناً 35 ألف نسخة على ورش السيارات ومحال بيع وإصلاح العجلات، إلا أن الأخوان قررا وضع سعر للدليل بدءاً من عام 1920 بعد أن لاحظ أندريه ميشلان أن الأدلة، ولكونها مجانية، باتت تستخدم لإسناد طاولات العمل لدى موزعي العجلات، فقرر أن «الإنسان لا يحترم بالفعل إلا ما دفع ثمنه».
قرار تسليع «دليل ميشلان» مثّل مصدراً مهماً لاستمراره وتطويره، خاصة أن الأخوان ميشلان قررا إلغاء إعلانات الفنادق في الدليل والتي بدأت عام 1901، تعزيزاً لحياده.
ظهرت أول نسخة من الدليل خارج فرنسا عام 1904 في بلجيكا، فيما ظهرت أول نسخة إنجليزية في 15 يوليو/تموز 1908، وفي عام 1911 أصدر دليل ميشلان ستة أدلة غطت الجزر البريطانية وفرنسا وألمانيا بلغاتها، ومنطقتي الألب والران باللغة الجرمانية، وإسبانيا والبرتغال باللغة الإسبانية، وبلاد الشمس (جنوب إيطاليا وصقلية، كورسيكا والريفييرا الفرنسية، والجزائر، وتونس، ومصر).
وحرص الأخوان منذ الإصدار الأول على تشجيع السائقين، الذين استهدفهم الدليل في سنواته الأولى، على المشاركة بالرأي من خلال الإجابة على أسئلة معينة، وكتبا: لا يمكننا القيام بشيء دون مساعدة السائقين، وبوسعنا القيام بكل شيء معهم.

## رموز وألوان
اعتمد دليل ميشلان بدءاً من إصداره الأول على لغة الرموز البصرية العالمية، ولدعم ترويجه، ارتبط بشخصية «بيبندوم» (Bibendum) المرحة، وهي الرسم الكاريكاتوري للرجل المطاطي الذي يمثل الشعار التسويقي لعجلات ميشلان وحاز عام 2000 على جائزة شعار القرن.
ويشير اسم «دليل ميشلان» بشكل أساسي إلى الدليل الأحمر، وهو أقدم وأشهر دليل أوروبي للفنادق والمطاعم، والذي يمنح نجوم ميشلان للمطاعم، وكان غلاف الدليل في الأصل باللون الأزرق، قبل أن يستقر منذ 1931 على لونه الأحمر الشهير.
وهناك أيضاً دليل أخضر للرحلات والسياحة، إضافة إلى أدلة أخرى متنوعة من ميشلان مثل «دليل جورمان» الخاص بالمطاعم التي تتميز بأسعار جيدة لقاء ما تقدمه، ودليل الرحلات الخلوية، ودليل الفنادق المتميزة.

## النجوم الثلاث
منذ البداية، كان دليل ميشلان يصدر سنوياً في نسخة تتضمن زيادات وتنقيحات، إلا أنه خلا من أي ذكر لمعيار نجوم المطاعم، الذي يشتهر به اليوم، حتى أواخر العشرينات. وفي عام 1926، ظهرت نجمة «المائدة الطيبة» لأول مرة، وظهرت النجمة الثانية والثالثة عام 1931، وبحلول 1936 حُدد معيار النجوم الثلاث ولم يتغير منذذاك.
بعد اشتهار نجوم مطاعم «دليل ميشلان»، اعتمر «بيبندوم» الذي صاحب الدليل منذ بدايته قبعة الطهاة وصار حَكـَماً يمنح النجوم ويتطلع طهاة العالم سنوياً لالتفاتة منه، وتدور النقاشات بينهم حول من سيضيف منهم نجمة إلى نجومه، ومن سيخسر أخرى حصل عليها من قبل، مع ملاحظة أن النجوم لا تُمنح للطهاة بل للمطاعم، إلا أن المطعم الذي يحصل على نجوم ميشلان يذهب التكريم المعنوي لرئيس الطهاة فيه.

## المعايير
لا تولي نجوم ميشلان أهمية كبرى إلى تصميم المطعم أو تجهيزاته أو خدماته أو مستوى وترتيب طاولات الطعام، بل تعتمد مبدأ «ما هو موجود في الطبق»، وذلك فهي تركز على «مطبخ المطعم» وليس «المطعم» ذاته، وتأخذ بخمسة معايير:
1. جودة الطعام.
2. التحكم بالنكهة والطبخ.
3. تفرد وخصوصية قائمة الطعام.
4. القيمة لقاء السعر.
5. ثبات مستوى الطعام بين الزيارات المختلفة.

أما النجوم الثلاث لدليل ميشلان فتأخذ معانٍ محددة يقابل كل منها عبارة تربط المعنى برحلة المسافر، كالتالي:
- نجمة واحدة: مطعم جيد جداً في مجاله، وتمثل هذه الفئة عبارة «يستحق المرور».
- نجمتان: مطعم ممتاز، بأطباق متميزة وجودة نبيذ من الدرجة الأولى. تمثله عبارة «يستحق أن تضيفه إلى رحلتك».
- ثلاث نجمات: مطعم استثنائي يقدم تجربة فريدة مع قائمة نبيذ رفيعة للغاية، ولذلك فهو «يستحق رحلة خاصة».

وإضافة إلى النجوم، يمنح «دليل ميشلان» ومنذ 1955 تقديراً خاصاً باسم «بيب جورمان» للمطاعم «ذات الطعام الطيب، بأسعار معقولة»، ويكتب هذا التقدير باللاتينية (Bib Gourmand) حيث تشير الكلمة الأولى إلى اختصار (تدليل) لاسم Bibendum، الشخصية التي تمثل الشعار التسويقي لعجلات ودليل ميشلان، وتعنى الكلمة الأخرى نهـِم أو شرِه.

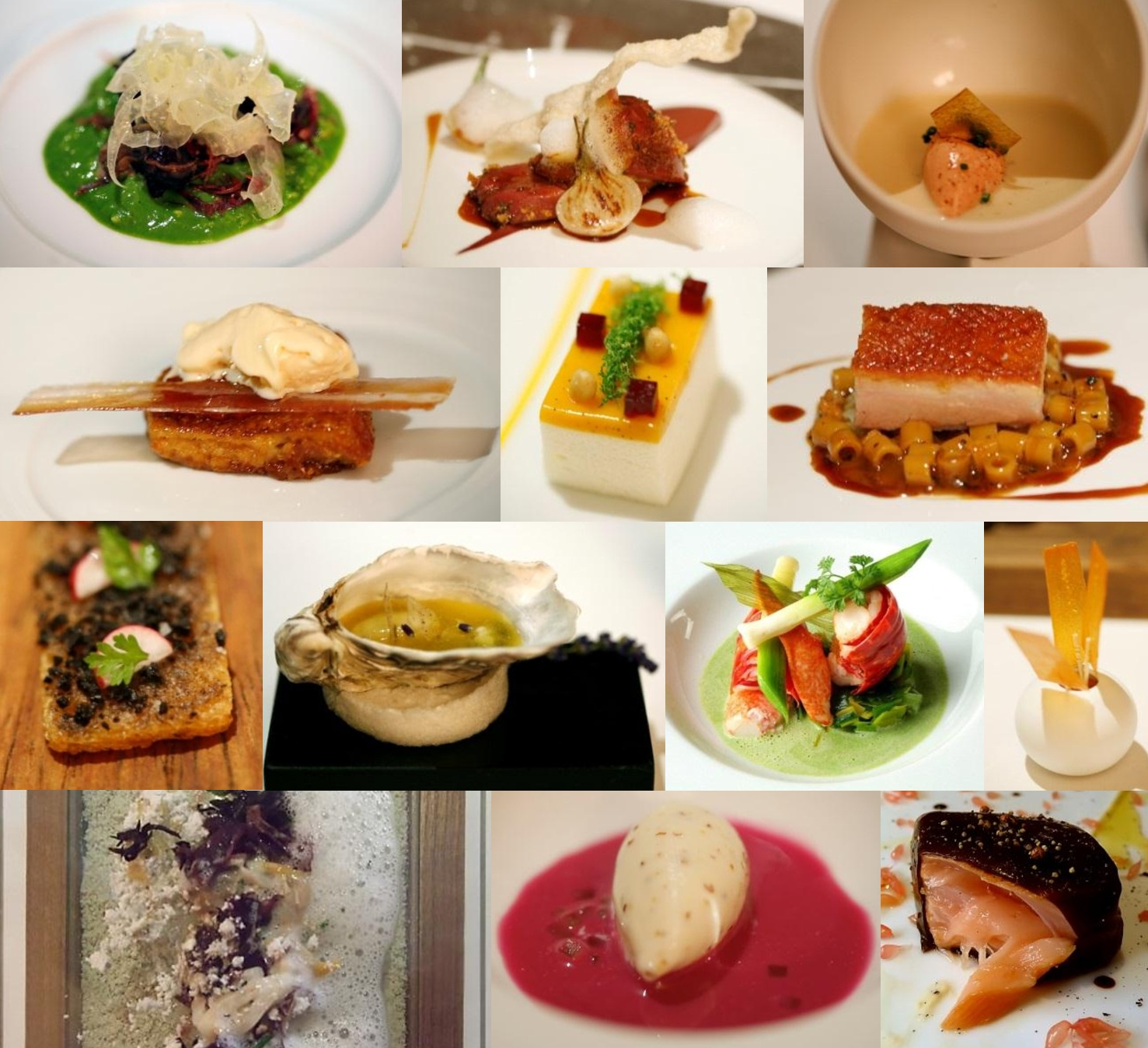
أطباق من مطاعم حازت على نجوم ميشلان

ومن أجل أن يحصل المطعم على تقدير «بيب جورمان» عليه أن يقدم لائحة طعام شهية دون 29 يورو خارج باريس و35 يورو داخل العاصمة الفرنسية، أما أمريكياً فعليه أن يقدم طبقين بطعم مميز مع كأس نبيذ أو حلوى لقاء 40 دولاراً أو أقل.
ويقابل «بيب جورمان» بالنسبة للمطاعم «بيب هوتيل» بالنسبة للفنادق، فالفندق الذي يترافق مع علامة «بيب هوتيل» يصنفه الدليل باعتباره فندقاً «جيد للإقامة، دون 75 يورو خارج باريس، أو دون 90 يورو في المدن الرئيسية».
كما يمنح دليل ميشلان تقديراً باسم «النجوم الصاعدة» وهو مؤشر لكون المطعم الممنوح هذا التقدير قد يكون مؤهلاً للحصول على نجمة، إما جديدة أو إضافية.

## رموز إضافية
ويمضي دليل ميشلان في تصنيف المطاعم التي يضمها عبر رمز الشوكة والملعقة المتقاطعتان بالنسبة للمطاعم، والبناء الكوخي الشكل بالنسبة للفنادق؛ فالمطعم أو الفندق الذي يرد في الدليل مصحوباً برمز واحد من هذه الرموز مصنف باعتباره مريح أو وثير إلى حدٍ ما، ويشير الرمزان إلى مطعم أو فندق مريح، والثلاثة إلى «مريح جداً» والأربعة إلى «قمة في الراحة»، أما الرموز الخمسة للملاعق والأشواك المتقاطعة أو المنازل الكوخية فتشير إلى مطعم أو فندق فخم للغاية ويعتمد الأسلوب الكلاسيكي.
وتأخذ هذه الرموز اللون الأسود، أما إذا وردت في الدليل باللون الأحمر فهي إشارة إضافية لكون المطعم أو الفندق «ممتع».
وفي كل الأحوال، فإن هذه التصنيفات تفترض قبل كل شيء مستوىً معقولاً من جودة الطعام، ولكنها لا تخلط بين الأمرين: فمن الممكن أن يحصل مطعم على تصنيف خمسة أشواك وملاعق، أي أنه فخم للغاية، دون أن يحصل على «نجمة ميشلان» واحدة، بسبب أن مطبخه لم يرق لمعايير ميشلان، كما من الممكن أن يحصل مطعم على إشارة ملعقة وشوكة واحدة، باعتباره «مريح إلى حدٍ ما» ولكنه يحافظ مع ذلك على ثلاثة من «نجوم ميشلان» بسبب مطبخه الاستثنائي.

## مفتشو ميشلان
كل عام، يتنقل مفتشو ومفتشات ميشلان دون الإفصاح عن هوياتهم، يتناول كل واحد منهم ما معدله 250 وجبة في المطاعم، ويباتون نحو 150 ليلة في الفنادق، ويزور كل واحد أو واحدة منهم ما يزيد على 800 منشأة، مطعم أو فندق أو دار سكنية، ويقدم كل مفتش ومفتشة نحو 1100 تقرير.
وفي يناير 2009، بلغ عدد مفتشي ميشلان 86 رجلاً وامرأة، موزعين على أوروبا (70) وأميركا (10) وآسيا (6).
يبلغ معدل أعمار المفتشين 40 سنة، ويمكن أن يكون الواحد منهم أعزباً أو متزوجاً دون أطفال أو رب أسرة، ومعظمهم تلقوا تعليماً فندقياً متبوعاً بخبرة من 5 إلى 10 في الصناعة الفندقية (الضيافة).
ولتعيين شخص كمفتش لدى ميشلان، ينبغي أن يمر بسلسلة مقابلات واختبارات على أيدي مفتشين خبراء، ويتم التركيز على نحو خاص على موهبة المرشح في ملاحظة التفاصيل الدقيقة.
ويخضع كل مرشح لفترة تدريب مدتها ستة أشهر، يتعلم خلالها معايير نجوم وتصنيفات ميشلان، فيما يمارس خلال الفترة ذاتها التفتيش على المطاعم بمرافقة المفتش المشرف عليه، وكل ذلك قبل أن تتاح له الفرصة لتقديم تقييماته الخاصة.

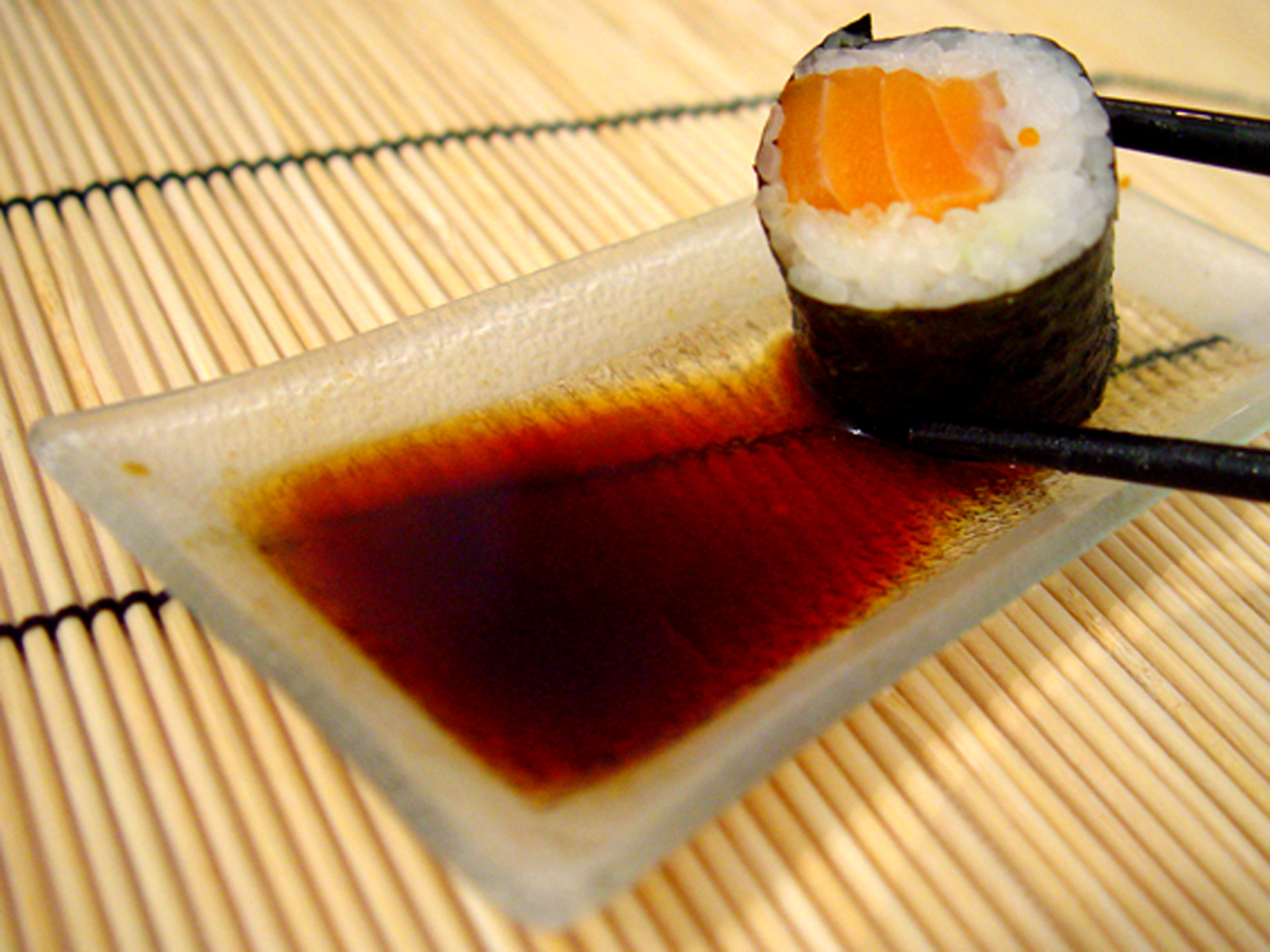
بفضل أطباقها المعتمدة على السوشي، حصدت اليابان أعلى عدد من نجوم ميشلان الثلاثية في العالم

وفي العموم، يقضي كل مفتش ثلاثة أسابيع في الشهر في ترحال مستمر، بحثاً عن الفنادق والمطاعم المميزة، يتذوق ويرصد ويكتشف، ويقرر في نهاية المطاف أي المطاعم أو الفنادق تستحق أن تضاف إلى «دليل ميشلان» وأيها يجب أن تحذف منه.
في الأسبوع الرابع، يعود المفتشون إلى مكاتبهم، لينكبوا على تقاريرهم التي يقدمونها إلى رئيس تحرير دليل ميشلان، قبل أن تنعقد الاجتماعات لاتخاذ القرارات التي تحدد هوية النسخة المقبلة من دليل ميشلان: المطاعم التي تراجع مستواها فوجب تخفيض نجومها، أو التي يجب إدراجها في قائمة النجوم، أو الطهاة الذين تفوقوا على أنفسهم ودخلوا مرحلة جديدة في حياتهم المهنية فاستحقوا الاحتفاء، أو المطاعم التي استحق طعامها الطيب وأسعارها المعقولة منحها وسام «بيب جورمان»، أو الفنادق المستحقة لوسام «بيب هوتيل» نظير ضيافتها الجيدة وأسعارها المهادنة.
أما بالنسبة لنجوم ميشلان، فتمنح في اجتماعات خاصة تعقد مرتين في العام، برعاية رئيس تحرير دليل مشلان، وحضور مدير أدلة ميشلان، والمفتشين، وتعكس هذه الخصوصية حقيقة أن النجوم بالذات لا تُمنح للمطاعم المستحقة إلا وفق إجماع عام من هيئة تحرير دليل ميشلان.
وخلال الأسبوع نفسه، يبدأ المفتشون الإعداد لزياراتهم المقبلة، إذ يحجزون طاولات المطاعم وغرف الفنادق المستهدفة، ويكّون كل واحد منهم قاعدة بيانات خاصة به للفنادق والمطاعم التي ينوي زيارتها، ويساعدهم في ذلك مساعد رئيس التحرير الذي يجمع لهم كنزاً من المعلومات عن زياراتهم المرتقبة إما من الصحف أو من مدراء الفنادق والمطاعم مباشرة، أو من مصادر أخرى.

## انتقادات
لا يحظى دليل ميشلان طوال الوقت بالتأييد الكامل، بل يواجه أحياناً انتقادات تطال سياساته ومعاييره.
إحدى النقاشات افتتحها مفتش سابق في الدليل تعرض للفصل ونشر عام 2004 كتاباً حول طبيعة عمل مفتشي دليل ميشلان. في الكتاب، أكد المؤلف أن مفتش الدليل يعيش حياة مرهقة تتسم بالوحدة، إذ يتقاضى أجراً زهيداً طائفاً وحيداً حول فرنسا لأسابيع لتقييم مطاعمها، تحت ضغط الموعد النهائي المحدد له لتقديم تقاريره التفصيلية.
وجادل المؤلف بأن هذه الظروف المرهقة التي يواجهها المفتشون أدت في النهاية إلى انخفاض سوية التقارير المقدمة منهم وبالتالي انخفاض مستوى معايير دليل ميشلان.
التهمة الأكثر خطورة التي ساقها المؤلف تتعلق بمصداقية الدليل وتزعم وجود طهاة متنفذين لا يخسرون نجومهم حتى بعد انخفاض مستوى مطابخهم، وهي التهمة التي ردت عليها ميشلان بالتأكيد على دور قرائها في تقييم أعمال دليل ميشلان.
انتقاد آخر تعرض له دليل ميشلان ارتبط هذه المرة بهويته الأساسية. فبعد صدور أول نسخة من دليل ميشلان الأحمر لمدينة نيويورك، زعم مقال في صحيفة المدينة اليومية نيويورك تايمز أن الدليل يعتمد معايير المطبخ والذائقة الفرنسيتين، مدللاً على ذلك بعدم حصول أحد المطاعم الشهيرة في المدينة على نجمة واحدة رغم حصوله على تقديرات رفيعة من جهات أخرى. على أن كاتب المقال لم تفته الإشارة إلى حصول المطعم ذاته على تقدير آخر من الدليل، وحصول مطعمين آخرين يتبعان لمالك المطعم الأول على نجوم.
وجادل الكاتب أيضاً بأن أكثر من نصف مطاعم نيويورك التي منحها الدليل نجمة أو اثنتين «يمكن اعتبارها فرنسية».

## اليوم
صدر دليل ميشلان لفرنسا عام 2009 بنسخة فرنسية وإنجليزية كما دليل باريس، وأحصى 26 مطعماً تحمل ثلاث نجمات و73 مطعماً تحمل نجمتين و449 مطعما بنجمة واحدة، علاوة على 527 مطعماً حصلت على تقدير «بيب جورمان».
وحتى ذلك العام، تضمنت مجموعة أدلة ميشلان حول العالم 73 مطعماً مُنحت ثلاث نجوم، منها 26 مطعماً فرنسياً و47 مطعماً موزعاً على 11 دولة بينها 9 في ألمانيا واليابان، و6 في أسبانيا والولايات المتحدة و5 في إيطاليا، ومن ضمن 72 طباخاً ماهراً حاز مطعمه على ثلاث نجوم، يزهو طباخ فرنسي بـ25 نجمة تتلألأ في مطاعمه الموزعة على عدة بلدان منها الصين واليابان والولايات المتحدة، أما اليابان فقد منحتها أطباق السوشي شرف كونها أكثر دولة حاصلة على نجوم ميشلان ثلاثية في العالم.
ولا تقتصر خدمات دليل ميشلان اليوم على تقييم المطاعم والفنادق، بل تضم شريحة واسعة من المنتجات منها الخرائط التاريخية والمعاصرة، وخرائط الطرق، والأدلة السياحية، وحجز الفنادق،  ومعلومات الطقس.

## محطات
- بالنظر إلى حضوره التلفزيوني، يعد الشيف البريطاني جوردون رامزي -الشخصية الرئيسية في برنامج «مطبخ الجحيم»- أشهر الحاصلين على نجوم ميشلان، وقد حصل حتى الآن على 13 نجمة منها.[12]

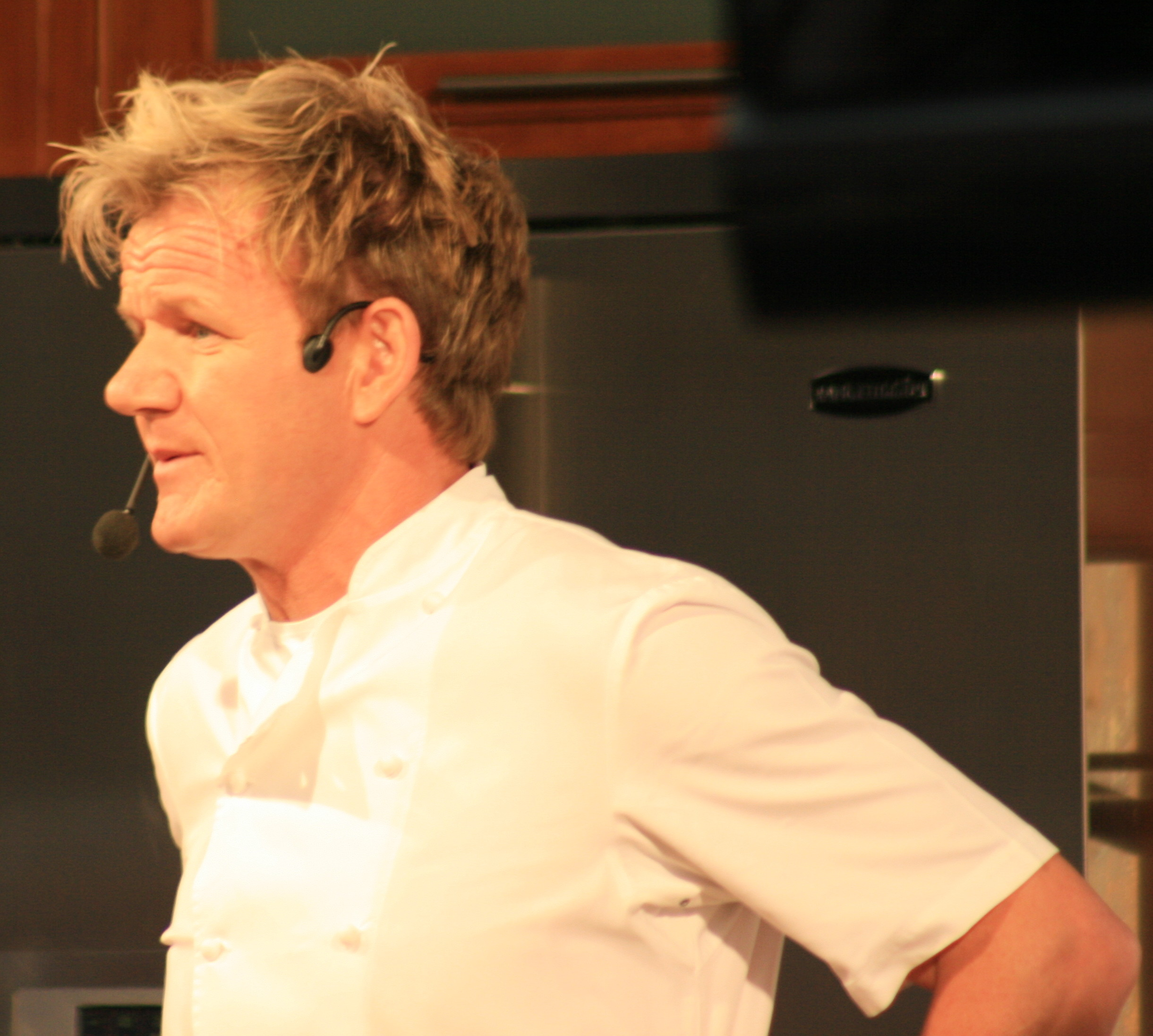
يعد غوردون رامزي أشهر الحاصلين على نجوم ميشلان

- يعد غوردون رامزي أشهر الحاصلين على نجوم ميشلانلا ينقضي هاجس طباخي العالم المهرة بعد حصولهم على نجمة من ميشلان، إذ يتحول انشغالهم إلى الحفاظ عليها، فقد يخسرونها جراء انخفاض مستوى مطابخهم؛ ويقال إن بعضهم يقدم على الانتحار إن حدث ذلك.[13]
- احتفى الدليل عام 2009 بإصداره المئوي، وهذا يختلف عن ميلاده الذي تجاوز ذلك العام القرن الكامل، إذ يعود فرق التسعة أعوام، بين تسلسل الإصدار وتاريخ الميلاد، إلى عدم صدور «دليل ميشلان» خلال الحرب العالمية الأولى والحرب العالمية الثانية، كما لم يصدر عام 1921، وصدرت عوضاً عنه منشورات تدعو إلى زيارة المناطق التي دمرتها الحرب وإحياء ذكرى من لقوا حتفهم هناك.
- لم يظهر الدليل خلال الحرب العالمية الأولى ولا خلال الحرب العالمية الثانية، لكن في ربيع عام 1944 وخلال إنزال الجيش الأميركي في منطقة النورماندي، خشيت قيادة الحلفاء أن يعيق الدمار الذي أحدثته القوات المحتلة في المدن الفرنسية تقدم الجيوش، فتعاونت مع إدارة ميشلان لإعادة طبع الإصدار الأخير (لعام 1939) من الدليل في واشنطن للاستعانة بخرائطه، وحملت هذه النسخة الخاصة عبارة «للاستخدام الرسمي فقط».
- بعد تحرير باريس من قبضة الألمان، إبان الحرب العالمية الثانية، طُبع أكثر من مليوني خريطة لشمال وشرق فرنسا ولبلجيكا وألمانيا، ووزعت على الحلفاء لتسهيل عمليات تقدمهم.
- أدى سقوط جدار برلين في نوفمبر/تشرين الثاني 1989 إلى إعادة تنقيح كاملة لدليل ألمانيا، من أجل إدماج الأراضي الشاسعة من الجزء الشرقي فيها.
- في إصداره المئوي، قام 100 فنان وتلميذ من معاهد الفنون الفرنسية تم انتقاؤهم بعد منافسات، بإعادة ابتكار غلاف دليل ميشلان فرنسا لجعل نسخته الجديدة «تحفة فنية».
- أضيفت الخرائط إلى الدليل عام 1910.
- خلال 105 أعوام، بيعت 30 مليون نسخة من دليل ميشلان فرنسا، بمعدل 400 ألف نسخة سنوياً خلال السنوات الثلاث الماضية في 97 دولة.
- كل عام، توافق 99% من الفنادق على انضمامها إلى الدليل.
- أقل من 5% من مطاعم الدليل حصلت على نجوم.
- الـ12 دليلاً المختلفاً تضم 45 ألف فندق ومطعم.

## روابط خارجية
- كيف تستخدم دليل ميشلان (الأحمر)؟
- قاموس ميشلان.
- لائحة بالمطاعم الحاصلة على ثلاث نجوم من ميشلان